# Sacatra
Sacatra – wieloznaczny termin rasowy używany w języku francuskim i angielskim: 
- W dawnej francuskiej kolonii Saint-Domingue oznaczał osobę, której rodzicami była osoba należąca do czarnej odmiany człowieka oraz tzw. griffe(inne języki)[1] (osoba, która w 75% ma afrykańskie, a w 25% europejskie pochodzenie[2]). W związku z tym osoba określana jako sacatra w 7⁄8 (87,5%) pochodziła od osób należących do czarnej odmiany człowieka i w 1⁄8 (12,5%) od osób należących do białej odmiany człowieka[1]. 7 z pradziadków takiej osoby było ciemnoskórych, a 1 białoskóry[3].
- W systemie klasyfikacji rasowej w XVIII-wiecznym, kolonialnym Haiti, który stworzył Louis-Élie Moreau de Saint-Méry(inne języki) w książce Description topographique, physique, civile, politique et historique de la partie française de l’isle Saint-Domingue (1789)[4], termin sacatra oznaczał osobę której pochodzenie jest w 6,25-18% białe, a w reszcie (82-93,75%) czarne[5].
- W języku angielskim słowo sacatra jest zapożyczeniem z hiszpańskiego i synonimem słowa mulatto[6] (które ma znaczenie zbliżone do polskiego słowa mulat, lecz jest obraźliwe[7]).